# Chiesa di San Nicolò Vescovo (Amaro)
La chiesa di San Nicolò Vescovo è la parrocchiale di Amaro, in provincia ed arcidiocesi di Udine; fa parte della forania della Montagna.

## Storia
È accertato che ad Amaro esistesse una chiesa già nel 1350. Questa chiesa venne ristrutturata nel 1450 e
nel 1650 e rifatta nel 1742. Da un documento del 1773  si apprende che questa chiesa era stata in passato prima filiale della pieve di Cesclans ed, in un secondo momento, di quella di Cavazzo.
L'attuale parrocchiale venne edificata tra il 1889 ed il 1897 su progetto del gemonese Girolamo D'Aronco e consacrata nel 1909.
Nel 1933 fu edificato il nuovo campanile, dopo che quello antico era stato demolito nel 1925.